# Czarnków
Czarnków (in tedesco Czarnikau) è una città polacca del distretto di Czarnków e Trzcianka nel voivodato della Grande Polonia.
Ricopre una superficie di 9,7 km² e nel 2004 contava 11 464 abitanti.